# Pont-de-l'Arche
Pont-de-l'Arche là một xã thuộc tỉnh Eure trong vùng Normandie miền bắc nước Pháp.

## Huy hiệu
| Arms of Pont-de-l'Arche | The arms of Pont-de-l'Arche are blazoned: Gules, a 3-arched bridge argent issuant from a base wavy (sea) vert, a latin cross Or between 2 towers argent, all rising from the bridge, on a chief azure, 3 fleurs de lys Or. |